# Saraí Meza
Saraí Meza Hernández (Ciudad de México, 25 de enero de 2001) es una actriz mexicana. Es conocida por interpretar a la pequeña Mayita en la telenovela mexicana de 2008, Cuidado con el ángel.

## Primeros años y carrera
Saraí Meza nació el 25 de enero de 2000 en la Ciudad de México. Durante un año estudió actuación en el Centro de Educación Artística de Televisa.
Comenzó su carrera artística a la corta edad de seis años.
Su primera aparición en televisión fue en 2006 en la telenovela mexicana Heridas de amor en donde interpretó a Sofía López Reyna. En 2007, participó en la telenovela mexicana Destilando Amor en donde interpretó a Gaviota (niña).
Un año más tarde, formó parte de la telenovela mexicana Cuidado con el ángel en donde interpretó a Mayita, hija de uno de los protagonistas de la telenovela. En 2011, Meza interpretó a Luli Martínez en la telenovela mexicana Rafaela. 
Además de aparecer en múltiples episodios de Como dice el dicho y La Rosa de Guadalupe.
En 2015, se confirmó que formaría parte del elenco de la película mexicana Entrenando a mi papá donde interpretó a Tania Salazar que se estrenó el 2 de febrero de ese año.
En 2016 Meza formó parte de la telenovela mexicana Las amazonas donde dio vida a Belén.
Actualmente, tiene un rol principal en la serie de televisión-juvenil de Nickelodeon Kally's Mashup donde interpreta a Tina Barkin.
La serie está basada en la vida de Adam Anders, quien pasó de ser niño prodigio musical a ser el productor musical de la serie estadounidense de FOX Glee. Kally's Mashup gira en torno a Kally, una joven prodigio que es aceptada en un conservatorio musical universitario. Kally adaptada a la música clásica por su madre descubrirá el mundo de la música pop gracias a su vecino Dante (Alex Hoyer) con quien buscará hacer su propia música y mashups. La serie cuenta con música original compuesta por Anders, su compañero musical de años, Peer Astom y su esposa Nikki Anders.

## Vida personal
Por ahora no se sabe que proyectos tiene en mente por lo que el último proyecto que hizo fue grabar Kally's Mashup. En 2021, Nickelodeon lanzó el primer promocional de Planeta Marcia, serie que estrenará en 2022, donde Saraí será protagonista.

## Filmografía

### Televisión
| Año       | Título               | Personaje                                | Notas                |
| --------- | -------------------- | ---------------------------------------- | -------------------- |
| 2006      | Heridas de amor      | Sofía López Reyna                        | Personaje secundario |
| 2007      | Destilando amor      | Gaviota (niña)                           | Personaje secundario |
| 2008      | Cuidado con el ángel | María Antonieta "Mayita" San Román Mayer | Personaje recurrente |
| 2010      | Plaza Sésamo         | Ella misma                               | Invitada especial    |
| 2011      | Rafaela              | Luli Martínez                            | Personaje recurrente |
| 2011-2016 | Como dice el dicho   | Varios personajes                        | Varios personajes    |
| 2011-2016 | La rosa de Guadalupe | Varios personajes                        | Varios personajes    |
| 2016      | Las amazonas         | Belén                                    | Personaje recurrente |
| 2017-2019 | Kally's Mashup       | Tina Barkin                              | Personaje principal  |
| 2024      | El conde             | Sofía Zambrano                           | Personaje secundario |

### Cine
| Año  | Título                                   | Personaje     | Notas          |
| ---- | ---------------------------------------- | ------------- | -------------- |
| 2015 | Entrenando a mi papá                     | Tania Salazar | Protagonista   |
| 2021 | Kally's Mashup ¡Un cumpleaños muy Kally! | Tina Barkin   | Coprotagonista |
| 2022 | TQM                                      | Lollipop      | Protagonista   |

## Discografía

### Sencillos
| Año  | Título              | Duración | Notas                                                                     |
| ---- | ------------------- | -------- | ------------------------------------------------------------------------- |
| 2018 | «Secret»            | 3:10     | Junto a Maia Reficco, para la banda sonora de Kally's Mashup              |
| 2018 | «Stomp (Spanglish)» | 3:31     | Junto al elenco de Kally's Mashup, para la banda sonora de Kally's Mashup |

## Premios y nominaciones
| Año  | Premiación                 | Categoría                | Trabajo              | Resultado | Ref.  |
| ---- | -------------------------- | ------------------------ | -------------------- | --------- | ----- |
| 2015 | Diosas de Plata            | Mejor Actuación Infantil | Entrenando a mi papá | Ganadora  | [ 6 ] |
| 2018 | Kids' Choice Awards México | Actriz Favorita          | Kally's Mashup       | Nominada  | [ 7 ] |